# Leonardo Garnier

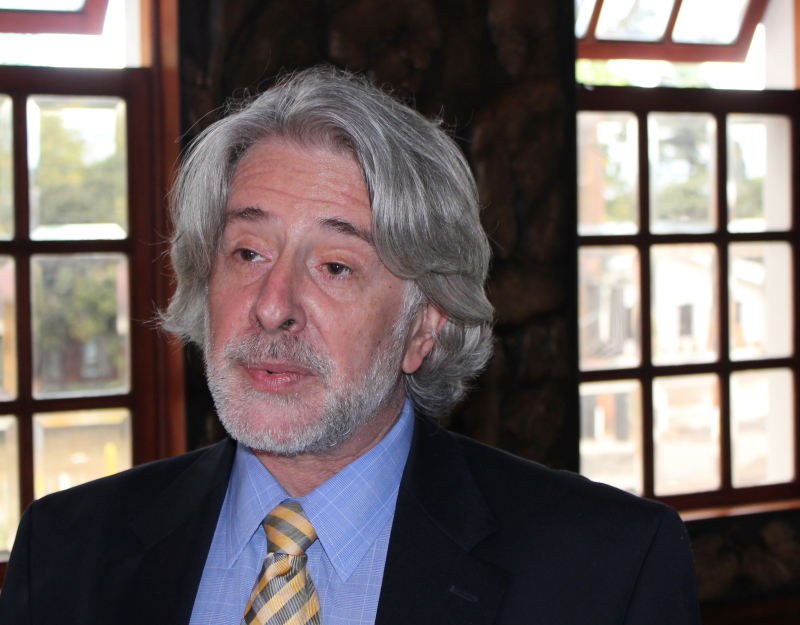
Leonardo Garnier (2012)

Leonardo Garnier Rimolo ist ein Hochschullehrer und Politiker aus Costa Rica, der unter anderem von 1994 bis 1998 Minister für Planung und Wirtschaft sowie zwischen 2006 und 2014 Bildungsminister war. Seit März 2022 ist er Sonderberater des Generalsekretärs der Vereinten Nationen António Guterres für den Transforming Education Summit bekannt, der im September 2022 stattfinden soll.

## Leben

### Hochschullehrer und Minister

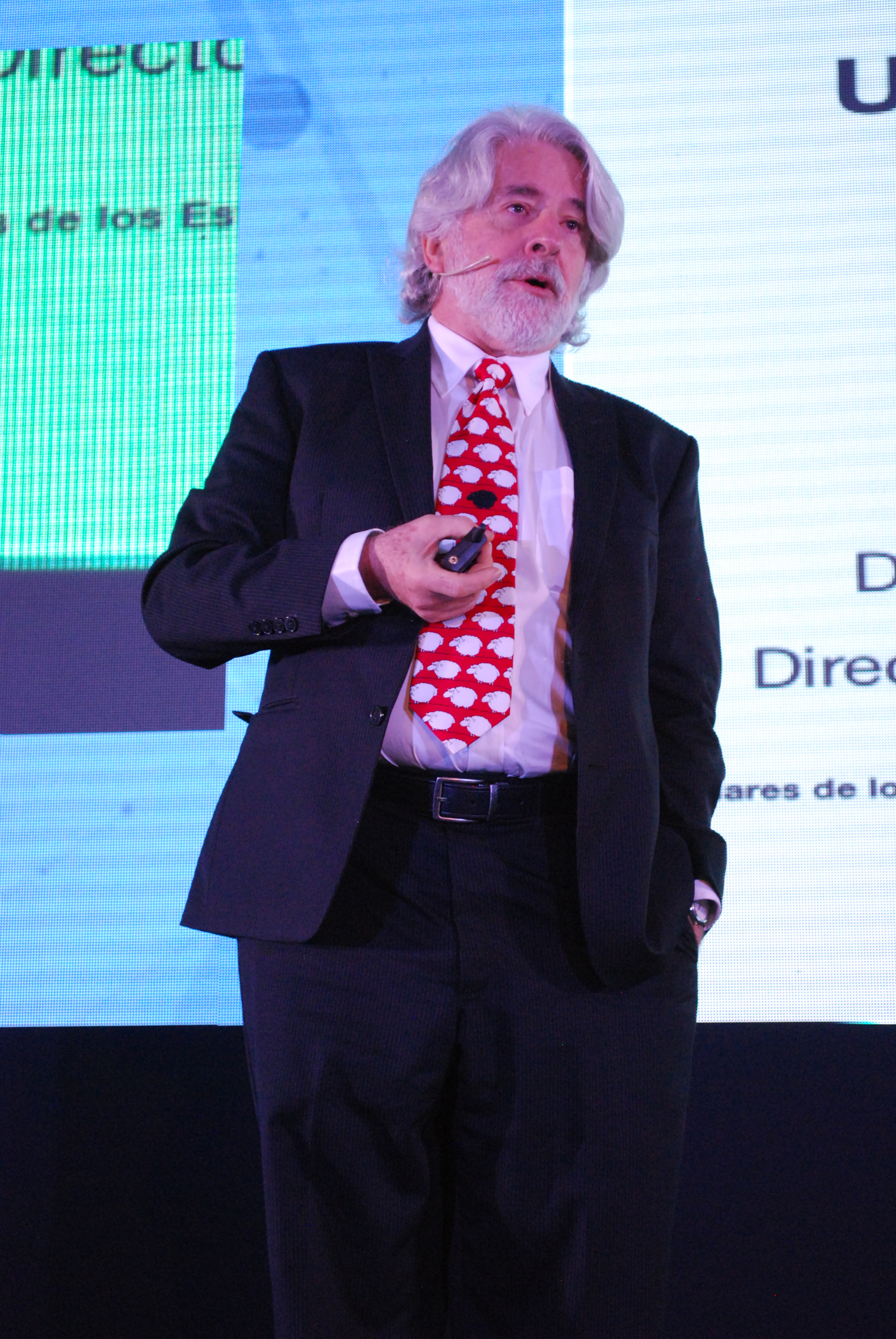
Leonardo Garnier bei einem Vortrag auf dem 2. Internationalen Kongress für Bildungsinnovation am Instituto Tecnológico y de Estudios Superiores de Monterrey (2015)

Leonardo Garnier Rimolo begann nach dem Schulbesuch ein Studium der Wirtschaftswissenschaften an der Universidad de Costa Rica (UCR), das er mit einem Bachelor sowie einem Master (Maestía en Política Económica) beendete. Ein postgraduales Studium der Wirtschaftswissenschaften an der New School for Social Research in New York City schloss er mit einem Doktortitel in Wirtschaftswissenschaften ab. Im Anschluss wurde er 1975 Lektor und Dozent an der Universidad de Costa Rica, wo er an der Fakultät für Wirtschaftswissenschaften und als Forscher am Institut für wirtschaftswissenschaftliche Forschung gearbeitet hat. Er war zudem Dozent an der Universidad Nacional de Costa Rica (UNA) in Heredia. Er bekleidete zudem Ämter im öffentlichen Sektor Costa Ricas sowie in internationalen Organisationen. Außerdem hat er Bücher und Artikel zu verschiedenen wirtschaftlichen und sozialen Themen im Zusammenhang mit Entwicklung und Bildung sowie zwei Geschichtenbücher für Kinder veröffentlicht.
1994 wurde Garnier von Staatspräsident José María Figueres Olsen als Minister für Planung und Wirtschaft in dessen Regierung berufen und gehörte dieser bis 1998 an. Nachdem er im Anschluss seine Lehrtätigkeit an der UCR wieder aufgenommen hatte, berief Staatspräsident Óscar Arias Sánchez 2006 als Bildungsminister in dessen zweite Regierung, der er bis 2010 angehörte. Das Amt des Bildungsministers bekleidete er zwischen 2010 und 2014 auch in der darauf folgenden Regierung von Staatspräsidentin Laura Chinchilla. In seiner Amtszeit als Bildungsminister brachte er bedeutende Reformen des Bildungssektors voran, sowohl in Bezug auf grundlegende Fähigkeiten wie Alphabetisierung, Mathematik und Naturwissenschaften als auch aus der Perspektive der Einführung einer „Ethik, Ästhetik und Staatsbürgerschaft“-Vision der Bildung. Durch bedeutende Investitionen in die ländliche und indigene Bildung erreichte er eine deutliche Steigerung der Einschreibungsrate.

### UN-Sonderberater für denTransforming Education Summit2022
Der Generalsekretär der Vereinten Nationen, António Guterres, gab am 2. März 2022 die Ernennung von Leonardo Garnier, der fließend Spanisch und Englisch spricht, zu dessen Sonderberater für den Transforming Education Summit bekannt, der im September 2022 stattfinden wird. Der Sonderberater soll die strategische Beratung zu Fragen der Umgestaltung der Bildung leisten und unter der Leitung der stellvertretenden UN-Generalsekretärin und Vorsitzenden der Gruppe der Vereinten Nationen für nachhaltige Entwicklung Amina J. Mohammed arbeiten und eng mit dem Sekretariat des Gipfeltreffens zusammenarbeiten, das von der Bildungs-, Wissenschafts- und Bildungsorganisation der Vereinten Nationen UNESCO gestellt wird, um im Vorfeld des Gipfels Impulse zu setzen. Er soll den Generalsekretär auch bei der Konsultation von Regierungen und der Einbindung von Interessengruppen unterstützen, um konkrete und ehrgeizige Ergebnisse zu entwickeln, die auf dem Gipfeltreffen vorgelegt werden sollen. 
Die Bildungssysteme stehen heute an einem Scheideweg. Die COVID-19-Pandemie hat den Lernmöglichkeiten von Hunderten Millionen Kindern und Jugendlichen einen verheerenden Schlag versetzt und eine bereits bestehende Lernkrise verschärft. Gleichzeitig kämpfen moderne Bildungssysteme in praktisch allen Ländern darum, Lernende mit den Kenntnissen, Fähigkeiten und Werten auszustatten, die erforderlich sind, um in der sich schnell verändernden Welt erfolgreich zu sein. Der Transforming Education Summit, eine Schlüsselinitiative der gemeinsamen UN-Agenda, ist eine Gelegenheit, das internationale politische Engagement für Bildung als herausragendes öffentliches Gut wiederzubeleben. Es soll dazu dienen, Maßnahmen, Ehrgeiz, Solidarität und Lösungen zu mobilisieren, um pandemiebedingte Lernverluste auszugleichen, die Bildung für die Zukunft neu zu denken und die globalen Bemühungen zur Erreichung der bildungsbezogenen Ziele für nachhaltige Entwicklung bis 2030 neu zu beleben.